# Llengua gonja
El gonja és una llengua guang septentrional que parlen els gonja que viuen a la regió Septentrional i a la regió Brong-Ahafo, a la base superior del llac Volta, a Ghana. Hi ha entre 230.000 (2004) i 289.000 parlants de gonja. El seu codi ISO 639-3 és gjn i el seu codi al glottolog és gonj1241.

## Família lingüística
Segons Ethnologue el gonja forma part del subgrup de llengües guangs septentrionals, que formen part de la família de les llengües kwa, que són llengües Benué-Congo. Les llengües guangs septentrionals són: el chumburung, el dwang, el foodo, el gikyode, el ginyanga, el dompo, el kplang, el krache, el nawuri, el nchumbulu, el nkami, el nkonya i el tchumbuli. Segons Glottolog el gonja és una de les dues llengües del subgrup de llengües dompo-gonja, que formen part de les llengües guang septentrionals. El dompo i el gonja són les úniques llengües d'aquest subgrup.

## Situació geogràfica i pobles veïns
El territori gonja està situat a la regió Septentrional, a la base superior del llac Volta i al districte de Kintampo Septentrional, a la regió Brong-Ahafo, en una zona separada, cap a l'oest de la primera.
Segons el mapa lingüístic de Ghana de l'ethnologue, el gonja té 5 territoris diferenciats. Tots aquests territoris estan situats al centre (del vèrtex nord-sud) de Ghana. 4 d'aquests territoris són contigus i estan situats a la zona més septentrional del llac Volta, als dos marges, però la més gran està al marge oriental. El cinquè territori està situat molt més a l'oest, a prop de la frontera amb Costa d'Ivori i és un territori molt més petit. Aquest territori està situat al nord-est del Volta Negre i fa frontera amb el territori dels birifors meridionals i dels safalibes, a l'oest i al nord hi viuen els vagles; a l'est i al sud hi ha un territori en el que cap grup ètnic hi té el territori. Els altres quatre territoris estan situats més al centre del país, al llarg dels dos marges de la part superior del llac Volta i tenen un petit territori aïllat a l'oest, sense cap poble veí. Els hangues, que són els membres d'un grup ètnic que viuen al nord-oest del territori gonja comparteixen una petita zona de parla gonja. Els altres veïns que tenen al nord els gonja són els kamares, els tampulmes i els dagbanis. A l'est i al sud hi viuen els chumburungs.

### El gonja a la regió septentrional
Els districtes de la regió Septentrional en els que es parla més gonja són Gonja Oriental, Gonja Occidental i Bole. Els gonja són els membres del grup ètnic guang més nombrosos a la regió Septentrional. Els guangs són el 8,7% dels habitants de la regió.

### El gonja a la regió Brong-Ahafo
Els guangs són el grup principal del districte de Sene i també tenen un presència important al districte d'Atebubu-Amantin, una zona que abans del 1959 formava part de la regió Septentrional i que està habitada pels gonja.

## Dialectes i semblança amb altres llengües
Els dialectes del gonja són el choruba i el gonja nuclear.

## Sociolingüística, estatus i ús de la llengua
El gonja és una llengua educacional (EGIDS 4): gaudeix d'un ús vigorós per persones de totes les edats i generacions. Està estandarditzada i té literatura i s'ensenya en el sistema educatiu reglat institucional. El 1951, durant l'època de l'Imperi Britànic, mitjançant les lleis de Costa de l'Or, es va reglar que el gonja fos una llengua reconeguda i que es comencés a utilitzar en l'educació. El gonja s'ensenya en l'educació primària i secundària i té gramàtica. S'escriu en alfabet llatí.
Els gonja també parlen anglès. La llengua gonja és parlada com a segona llengua pels hangues i els safalibes.

## Alfabet
Les vocals del gonja són: a,e,i,o,ɔ,u,ɛ. Entre les consonants hi ha: ch [tʃ], ŋm, ny, gb, kp, sh [ʃ].

## Pronoms
Els pronoms personals del gonja són:
| ma        | jo         |
| fo        | tu         |
| e, mu     | ell, ella  |
| anye      | nosaltres  |
| fo, minye | vosaltres  |
| bumu, baa | ells/elles |